# Cophoscincopus durus
Espèce
Synonymes
- Tiliqua dura Cope, 1862

Statut de conservation UICN

 LC  : Préoccupation mineure
Cophoscincopus durus est une espèce de sauriens de la famille des Scincidae. C'est le scinque aquatique de Cope. 

## Description brève
La tête est couverte de plaques symétriques et la pupille est ronde. L’ouverture tympanique est petite, voire cachée. L'espèce est diurne et semi aquatique. Elle est capable de nager sous la surface par ondulations vertébrales et en repliant ses membres le long de son corps. Son régime alimentaire semble être à base d’arthropodes, notamment trouvés aux abords des cours d’eau.

## Répartition
Cette espèce se rencontre dans le sud de la Guinée, en Sierra Leone, au Liberia, en Côte d'Ivoire et au Ghana. On la retrouve dans les forêts guinéennes à ruisseaux, notamment lorsqu'il y a un peu de dénivelé et de courant donc.

## Publication originale et articles intéressants
- Cope, 1862 : On Lacerta echinata and Tiliqua dura. Proceedings of the Academy of Natural Sciences of Philadelphia, vol. 1862, p. 189-191 (texte intégral).
- BÖHME W., SCHMITZ A., ZIEGLER T., 2000 – A review of the West African skink genus Cophoscincopus Mertens (Reptilia: Scincidae: Lygosominae) : resurrection of C. simulans (Vaillant, 1884) and description of a new species. Revue suisse de Zoologie, 107 : 777-791